# ناحية مزني
ناحية مزني وهي أحد النواحي التابعة لقضاء ميركسور في محافظة أربيل في العراق الواقع على المثلث الحدودي بين العراق وتركيا وإيران